# كونتية أورغل
كونتية أورغل (بالكتالانية: comtat d'Urgell) هي إحدى كونتيات منطقة كتالونيا التاريخية، شكَّلت جزءاً من منطقة الثغر الإسباني، وكانت تحدها كونتية بليارش وسيردانيا. انبثقت الكونتية عن ملوك الفرنجة الذين جاءوا إليها من جبال تولوز، لتصبح ألت أورغل جزءاً من الإمبراطورية الكارولنجية منذ عام 785 وحتى 790.
كانت تتمثَّل منطقة أورغل بالأصل بما يعرف باسم ألت أورغل، وتموقعت أبرشيتها في مدينة لا سيو دي أورغل. بدءاً من عام 839 ضمَّت المنطقة 129 قرية، ووادي نهر غارن فاليرا، إضافةً إلى مدينة أندورا وضفة نهر سيغر، والأودية الواقعة بلديتي إل بونت دي بار وأوليانا.
امتدت كونتية أورغل في أقصى اتساعها من سفوح جبال البرانس إلى حدود ملوك الطوائف المسلمين في لاردة، وذلك يعني دوائر ألت أورغل ونوجويرا وسولسونز وبلا دي أورغل وبايكس أورغل ودولة أندورا. كانت عاصمة الكونتية في البداية هي لا سيو دي أورغل، ثم نقلت لاحقاً إلى بالاغوار. ضُمَّت كونتية أورغل في عام 1413 إلى كونتية برشلونة، لينتهي وجودها كدولة مستقلة، وذلك بعد ثورة كونتها الأخير جيمس الثاني على فرناندو الأول ملك أراغون.
نشأت في ظلّ كونتية أورغل أبرشية عرفت باسم أبرشية أورغل. لكنها كانت أبرشية قديمة تتبع تقاليد الكنيسة المسيحية المبكرة، فاتجه على إثر ذلك الأسقف فليكس إلى اتخاذ موقف الهرطقة من تعاليمها مثل نظرية التبني، وقد أدى ذلك إلى اندلاع بعض الخلافات في الأبرشية. في القرن الثاني عشر، تنازل الكونت إرمينغول الرابع عن أبرشية أورغل لمدينة أندورا، ولا زالت تتبعها حتى الآن.